# Èze
Pour les articles homonymes, voir Èze (homonymie).
Pour les articles ayant des titres homophones, voir Aise et Aize.
Èze (Esa en niçois, Eza en italien) est une commune française située dans le département des Alpes-Maritimes en région Provence-Alpes-Côte d'Azur. Ses habitants sont appelés les Ézasques.
Èze est une des rares communes françaises à porter un nom palindrome avec Callac, Laval, Noyon, Sajas, Sarras, Savas, Senones, Serres et Sées.

## Géographie

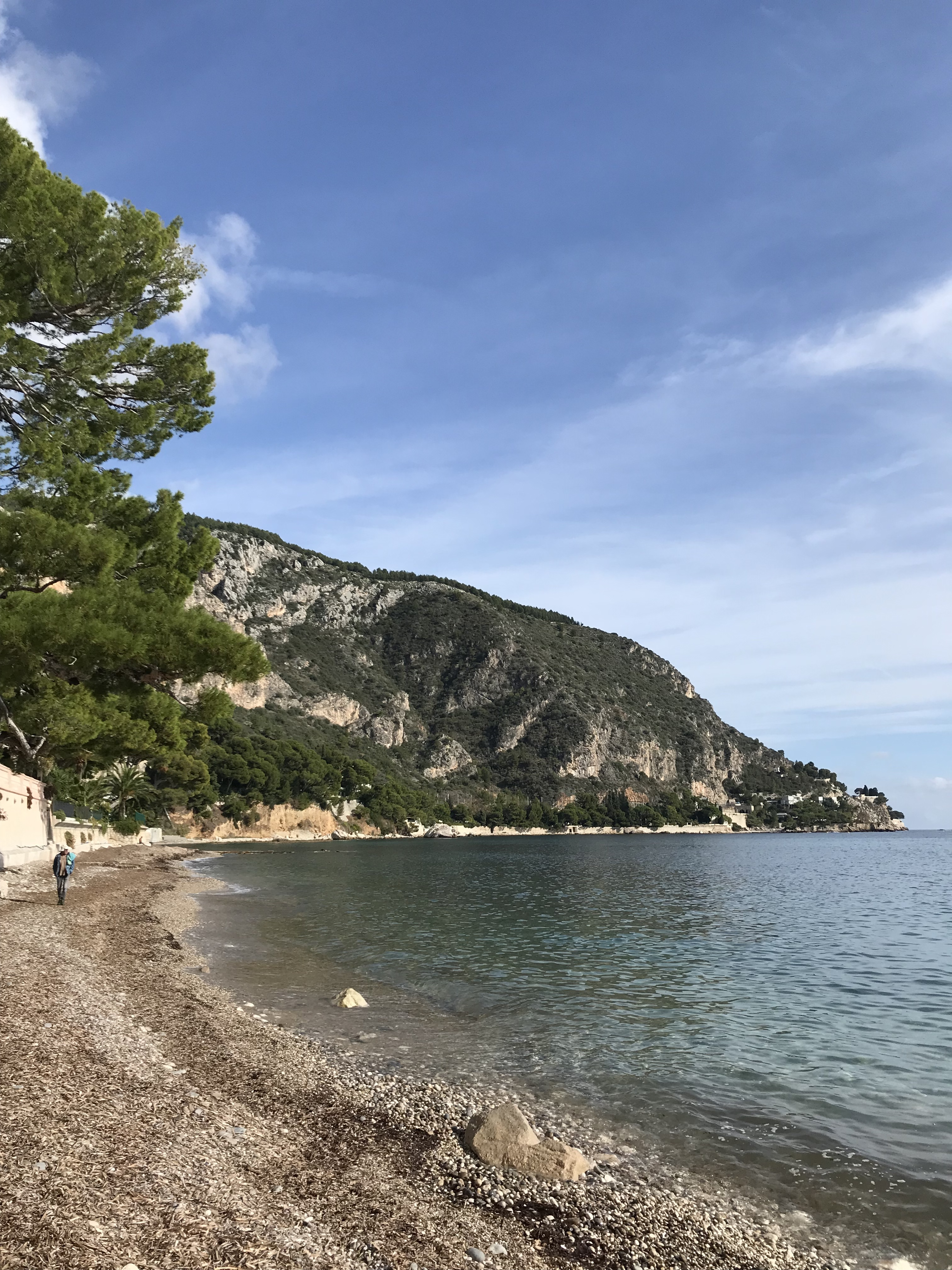
Vue sur la plage d'Èze.

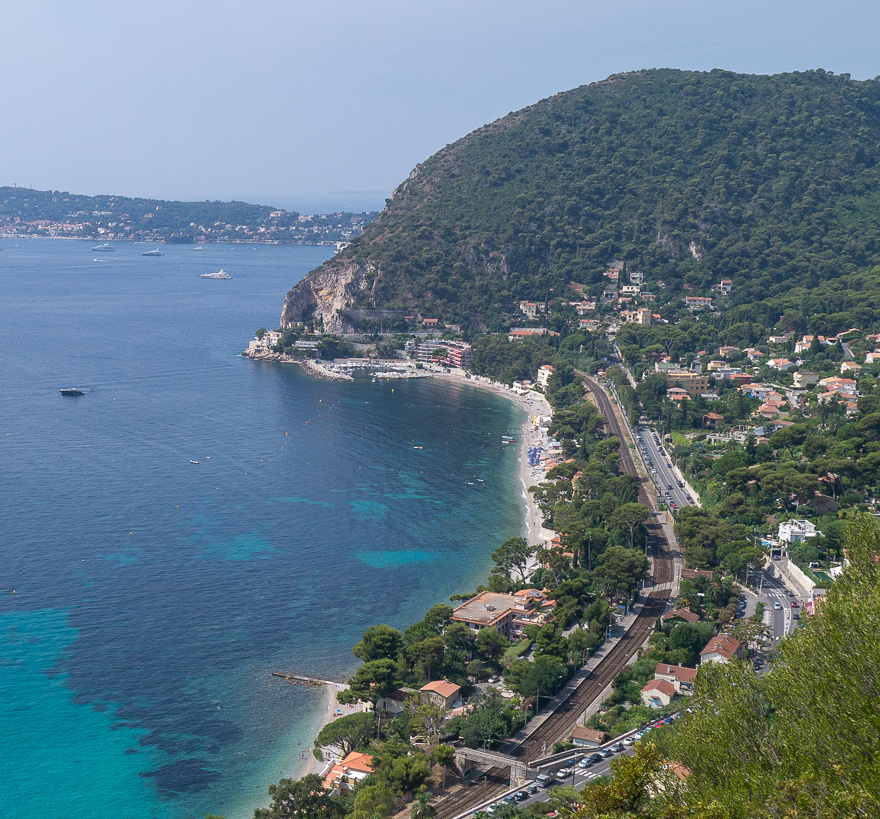
Èze-sur-Mer

### Localisation
Située à 4 km de La Turbie, 8 km de Monaco et 12 km de Nice.

### Géologie et relief
La commune s'étend sur un territoire escarpé, allant du bord de mer Méditerranée où un hameau forme Èze-sur-Mer (appellation reprenant le nom de la gare d'Èze-sur-Mer tandis que le panneau routier indique Èze-Bord-de-Mer), jusqu'au piton escarpé où de vieilles maisons pittoresques et médiévales forment Èze-Village à 429 mètres d'altitude.
La commune d'Èze, située sur le Parc de la Grande Corniche, est classée en loi littoral.
Le col d'Èze est situé à proximité de la commune.

### Hydrographie
Eaux souterraines sur la commune :
- 7 forages,
- 1 puits,
- 1 source.

### Climat
Pour des articles plus généraux, voir Climat de Provence-Alpes-Côte d'Azur et Climat des Alpes-Maritimes.
En 2010, le climat de la commune est de type climat méditerranéen franc, selon une étude du Centre national de la recherche scientifique s'appuyant sur une série de données couvrant la période 1971-2000. En 2020, Météo-France publie une typologie des climats de la France métropolitaine dans laquelle la commune est exposée à un climat méditerranéen et est dans la région climatique  Var, Alpes-Maritimes, caractérisée par une pluviométrie abondante en automne et en hiver (250 à 300 mm en automne), un très bon ensoleillement en été (fraction d’insolation > 75 %), un hiver doux (8 °C) et peu de brouillards.
Pour la période 1971-2000, la température annuelle moyenne est de 14,6 °C, avec une amplitude thermique annuelle de 14,4 °C. Le cumul annuel moyen de précipitations est de 906 mm, avec 5,9 jours de précipitations en janvier et 1,7 jours en juillet. Pour la période 1991-2020, la température moyenne annuelle observée sur la station météorologique de Météo-France la plus proche, « Nice », sur la commune de Nice à 8 km à vol d'oiseau, est de 16,3 °C et le cumul annuel moyen de précipitations est de 791,3 mm. 
La température maximale relevée sur cette station est de 37,7 °C, atteinte le 1er août 2006 ; la température minimale est de −7,2 °C, atteinte le 9 janvier 1985,,.
Les paramètres climatiques de la commune ont été estimés pour le milieu du siècle (2041-2070) selon différents scénarios d'émission de gaz à effet de serre à partir des nouvelles projections climatiques de référence DRIAS-2020. Ils sont consultables sur un site dédié publié par Météo-France en novembre 2022.

### Communes limitrophes
| La Trinité           | La Trinité       | La Turbie |
| La Trinité, Nice     | Èze              | La Turbie |
| Villefranche-sur-Mer | Mer Méditerranée | Cap-d'Ail |

## Urbanisme
La commune est intégrée au plan local d'urbanisme métropolitain approuvé le 25 octobre 2019.

### Typologie
Au 1er janvier 2024, Èze est catégorisée commune rurale à habitat dispersé, selon la nouvelle grille communale de densité à 7 niveaux définie par l'Insee en 2022.
Elle appartient à l'unité urbaine de Menton-Monaco (partie française), une agglomération internationale dont elle est une commune de la banlieue,. Par ailleurs la commune fait partie de l'aire d'attraction de Monaco - Menton (partie française), dont elle est une commune de la couronne,. Cette aire, qui regroupe 12 communes, est catégorisée dans les aires de 50 000 à moins de 200 000 habitants,.
La commune, bordée par la mer Méditerranée, est également une commune littorale au sens de la loi du 3 janvier 1986, dite loi littoral. Des dispositions spécifiques d’urbanisme s’y appliquent dès lors afin de préserver les espaces naturels, les sites, les paysages et l’équilibre écologique du littoral, tel le principe d'inconstructibilité, en dehors des espaces urbanisés, sur la bande littorale des 100 mètres, ou plus si le plan local d’urbanisme le prévoit.

### Occupation des sols
L'occupation des sols de la commune, telle qu'elle ressort de la base de données européenne d’occupation biophysique des sols Corine Land Cover (CLC), est marquée par l'importance des forêts et milieux semi-naturels (63,4 % en 2018), en diminution par rapport à 1990 (71 %). La répartition détaillée en 2018 est la suivante : milieux à végétation arbustive et/ou herbacée (53 %), zones urbanisées (25,4 %), forêts (10,4 %), zones agricoles hétérogènes (9,7 %), eaux maritimes (1 %), zones industrielles ou commerciales et réseaux de communication (0,5 %).
L'évolution de l’occupation des sols de la commune et de ses infrastructures peut être observée sur les différentes représentations cartographiques du territoire : la carte de Cassini (XVIIIe siècle), la carte d'état-major (1820-1866) et les cartes ou photos aériennes de l'IGN pour la période actuelle (1950 à aujourd'hui).

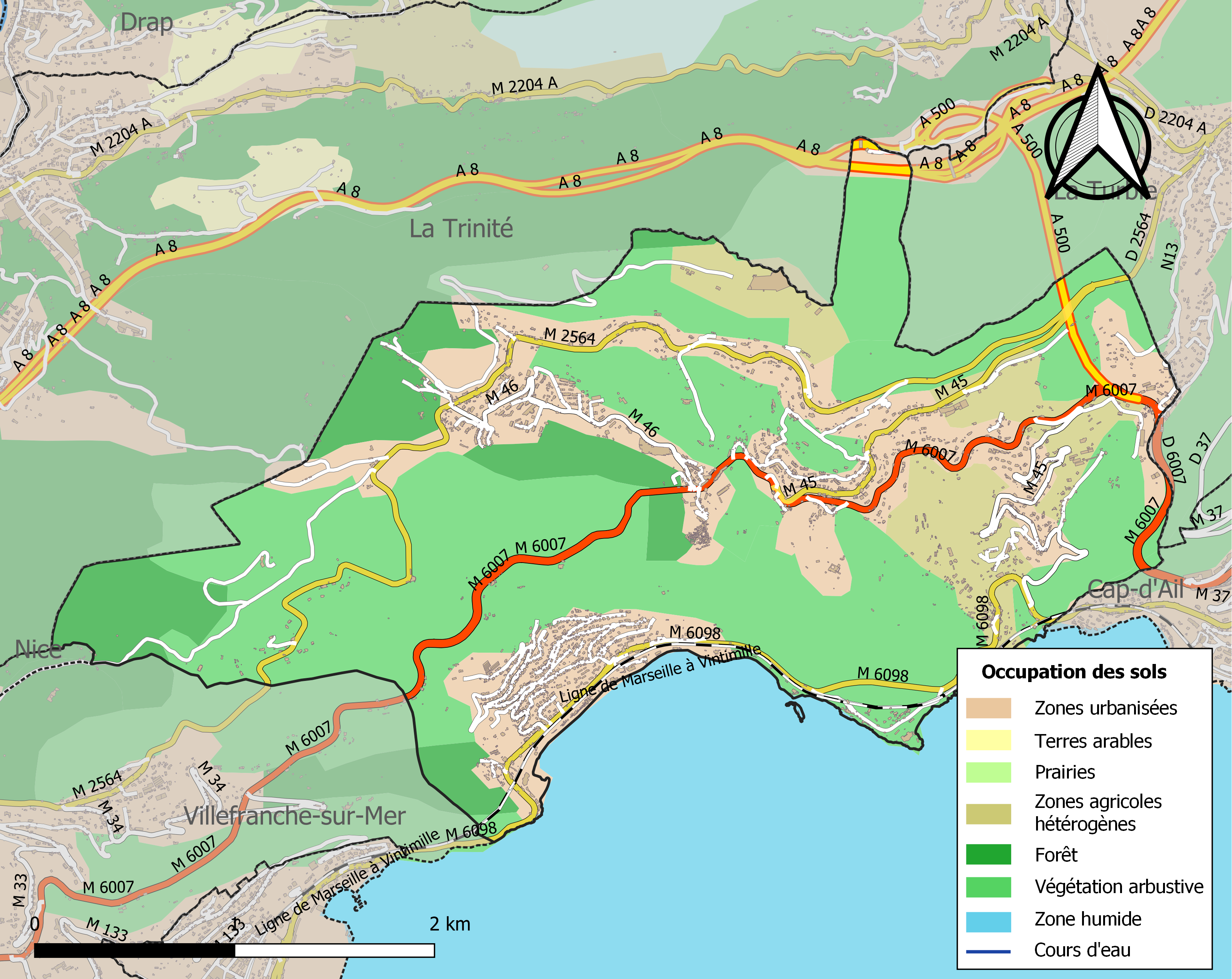
Carte de l'occupation des sols de la commune en 2018 (CLC).

### Lotissements
Lotissement concerté dit Lotissement de la Mer .

### Quartiers
Le quartier Saint-Laurent-d'Èze relie le bord de mer au village. À Saint-Laurent-d'Èze, après les feux volontaires et terribles des années 1980, beaucoup d'habitants locaux y firent construire leurs villas.

### Planification de l'aménagement
La commune dispose d'un plan local d'urbanisme.

### Voies de communications et transports

#### Voies routières
L'accès à Èze est possible par les routes des trois corniches M 6007, M 6098, M 45.

#### Transports en commun
Parmi les transports en Provence-Alpes-Côte d'Azur, la commune est desservie par le réseau Lignes d'Azur.
La ville dispose de la gare d'Èze-sur-Mer sur la ligne de Marseille-Saint-Charles à Vintimille (frontière), desservie par des trains TER PACA qui effectuent des missions entre les gares de Grasse et Vintimille. La gare de Nice-Ville, plus importante, est mieux desservie
L'aéroport le plus proche est l'Aéroport de Nice-Côte d'Azur et les ports les plus proches sont :
- Port Lympia (port de Nice),
- Port Hercule (Port de Monaco).

### Risques naturels et technologiques
Le 2 octobre 2020, de nombreux villages des diverses vallées des Alpes-Maritimes (Breil-sur-Roya, Fontan, Roquebillière, St-Martin-Vésubie, Tende…) sont fortement impactés par un « épisode méditerranéen » de grande ampleur. Certains hameaux sont restés inaccessibles jusqu'à plus d'une semaine après la catastrophe et l'électricité n'a été rétablie que vers le 20 octobre. L'Arrêté du 7 octobre 2020 portant reconnaissance de l'état de catastrophe naturelle a identifié 55 communes, dont Èze, au titre des « Inondations et coulées de boue du 2 au 3 octobre 2020 ». La commune est située dans une zone de sismicité moyenne.

## Toponymie
La première mention écrite dont nous disposons date du IVe siècle sous la forme ab Avisione (dans la section maritime de l'Itinéraire d'Antonin). Les formes suivantes, du XIe siècle jusqu'au Moyen Âge, sont du type Esa, Eza, Isia, Isie,  etc. La première mention de Ese date de 1241 mais ne durera pas : on retrouve ensuite de nouveau Isia, Isie, Ysia, Esia, etc. Le nom semble enfin se fixer sous la forme Esa après son passage à la maison de Savoie en 1388, nom qui sera repris en provençal Ezo par Mistral et traduit en français Èze.
Èze remonte donc à Avisione avec aphérèse de l'initiale av sentie comme la préposition occitane ab, « chez », et chute du suffixe, ce qui a conduit à Isia, conservé par les formes du Moyen Âge. Le même phénomène s'est produit non loin de là à La Bollène-Vésubie qui s'appelait Abolena en 1146 (du nom d'homme germanique Abbolenus) : le A initial, pris pour la préposition est tombé puis l'article « la » a complété le nom, sans doute l'analogie avec le niçois boulina, « éboulement », y est-elle pour quelque chose. La vauclusienne Bollène s'appelait aussi Abolena en 640. Les exemples de ce type sont nombreux en toponymie.
Reste à connaître la signification de cet Avisione. Il s'agit sans doute du nom de personne gaulois Aviso correspondant au romain Avitius. Ce dernier est à l'origine de quelques toponymes dont un Avèze (Puy-de-Dôme), une ancienne Avitia villa, qui a conservé son - av- initial. Très probablement, ce nom devait à l'origine s'appliquer à la petite anse que les premiers marins avaient dû apprécier comme lieu de mouillage puis qui est devenu un petit port que l'on a nommé d'après son fondateur. Il s'agit de l'endroit qu'on appelle aujourd’hui Èze-Bord-de-Mer.

## Histoire
Comme le reste du littoral des Alpes-Maritimes, le territoire de la commune d'Èze est occupé depuis des temps anciens.
Le monument le plus remarquable est celui du Mont-Bastide qui surplombe Beaulieu-sur-Mer et la baie de Saint-Jean, sur un éperon rocheux bordant la grande corniche.
La tradition locale, fondée sur les élucubrations des érudits du XIXe siècle et du début du XXe siècle, en fit une fondation phénicienne, un palais mycénien ou un oppidum ligure remontant au premier âge du fer.
Les recherches récentes ont permis de mettre au jour un gros bourg agricole protégé par une solide enceinte. L'organisation urbaine est très serrée. De grandes habitations en pierre sèche supportant un étage s'organisent autour d'une grande rue qui traverse le village de part en part. Le rez-de-chaussée de chaque habitation abrite des structures de pressage destinées à la fabrication du vin ou de l'huile.
Les traces d'occupation les plus anciennes remontent au IIe siècle av. J.-C., mais la plus forte période d'activité se situe entre l'époque d'Auguste et l'époque des Flaviens.

### Le Moyen Âge
Bruno Riquerii, chevalier, originaire de Nice, viguier d'Hyères (1328), fut coseigneur d'Èze. Comme pour les Badat, la famille Riquerii, ancienne famille consulaire niçoise, aurait été anoblie au XIIIe siècle grâce à leur richesse et à la faveur des Génois que cette famille soutenait. Familier du roi Robert, Bruno était le fils de Jean Riquier, coseigneur d'Èze, et de Béatrice Badat. En 1333, avec son frère Marin, il possédait une part de la seigneurie d'Èze tandis que quelques années plus tard, la part de Marin semblait être passée dans les mains de Bruno. Selon A. Venturini, il aurait eu pour successeur son fils, Honoré, coseigneur d'Èze. Le 24 juillet 1316, le roi Robert demanda au sénéchal de remettre, s'il y a lieu Boniface Riquier, dit Brunoz, et ses frères, fils de feu Jean Riquier, d'Èze, en possession des châteaux de Menton et de Peypin et de faire cesser le trouble qui leur était apporté par Balianus Ventus et consortes sui.
Le 27 mai 1348, le frère du sous-viguier d'Aix (1325) et du viguier de Grasse (1340-41), Jean, Louis Rebuffelli fut nommé châtelain d'Èze.
Honorat Riquerii, viguier d'Hyères (1376), succéda à Bruno et devint coseigneur d'Èze.

### La période contemporaine
Jusqu'au début du XIXe siècle, Èze englobait La Trinité, qui en a été détachée en 1818.
Èze était desservie, de 1900 à 1929, par une des lignes du Tramway de Nice et du Littoral.
Une stèle a été inaugurée en 1960 pour célébrer le centenaire du rattachement d'Èze à la France.

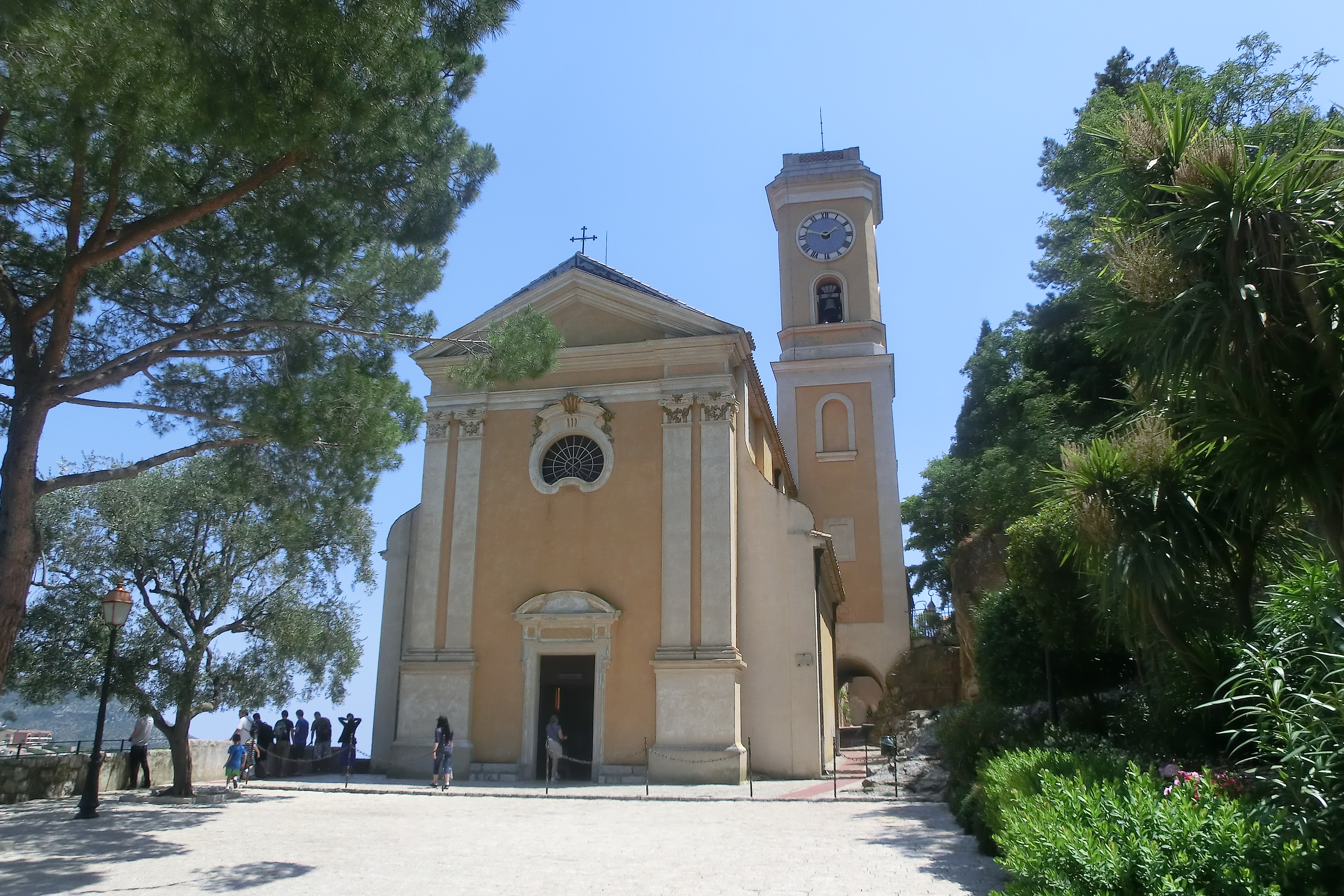
Église Notre-Dame-de-l'Assomption d'Èze.
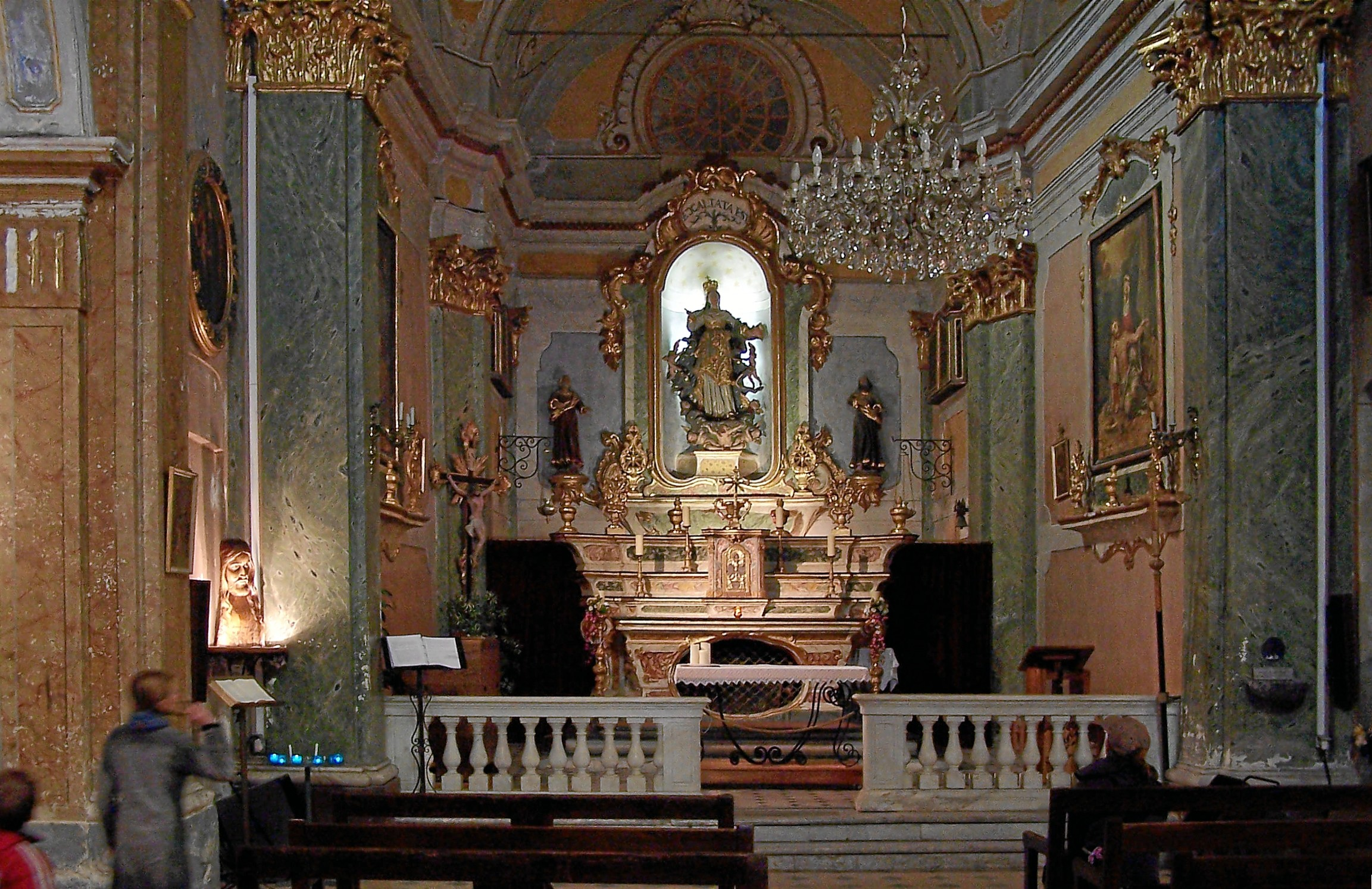
Intérieur de l'église Notre-Dame-de-l'Assomption d'Èze.
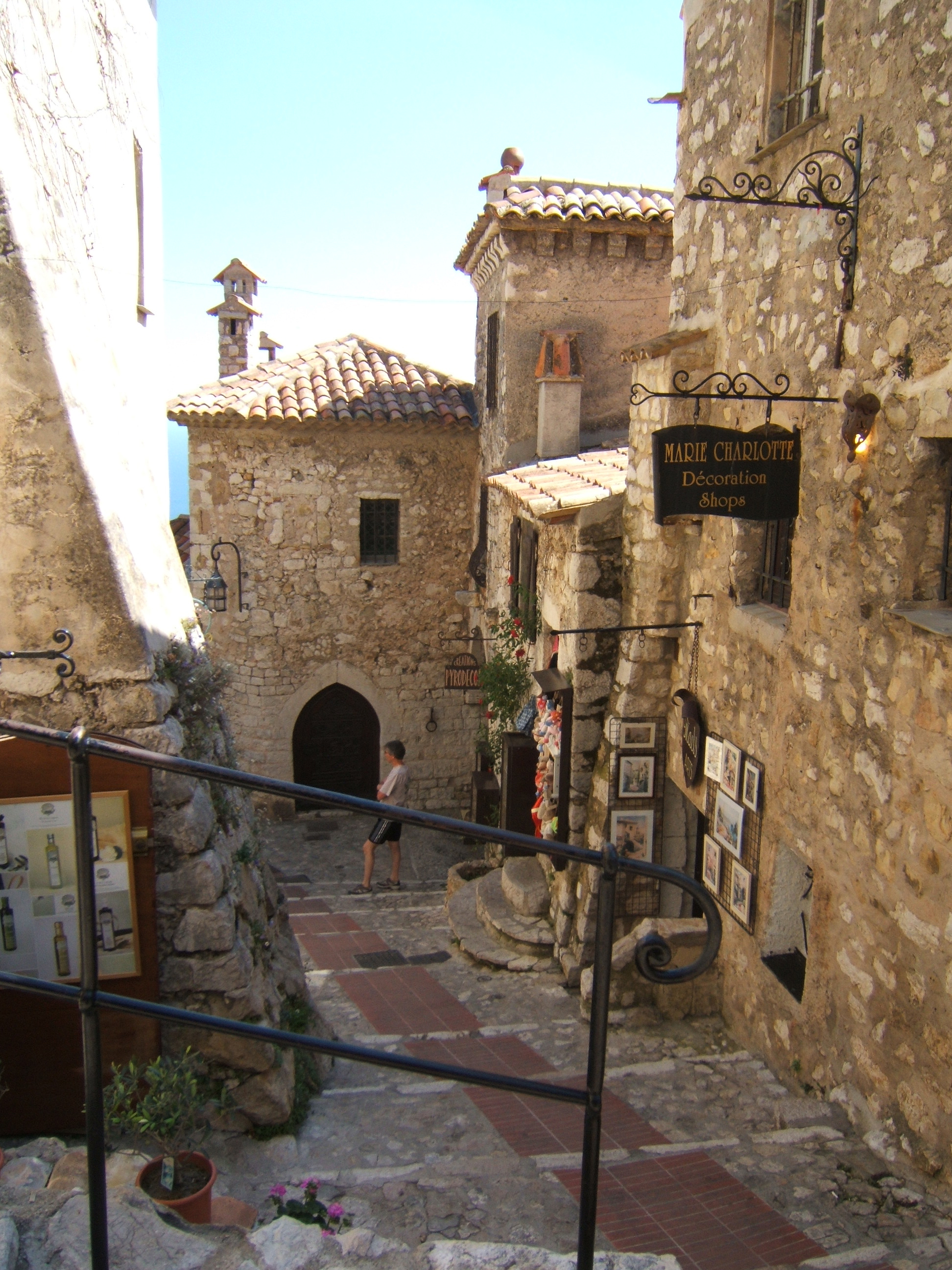
Une ruelle pittoresque d'Èze-Village.
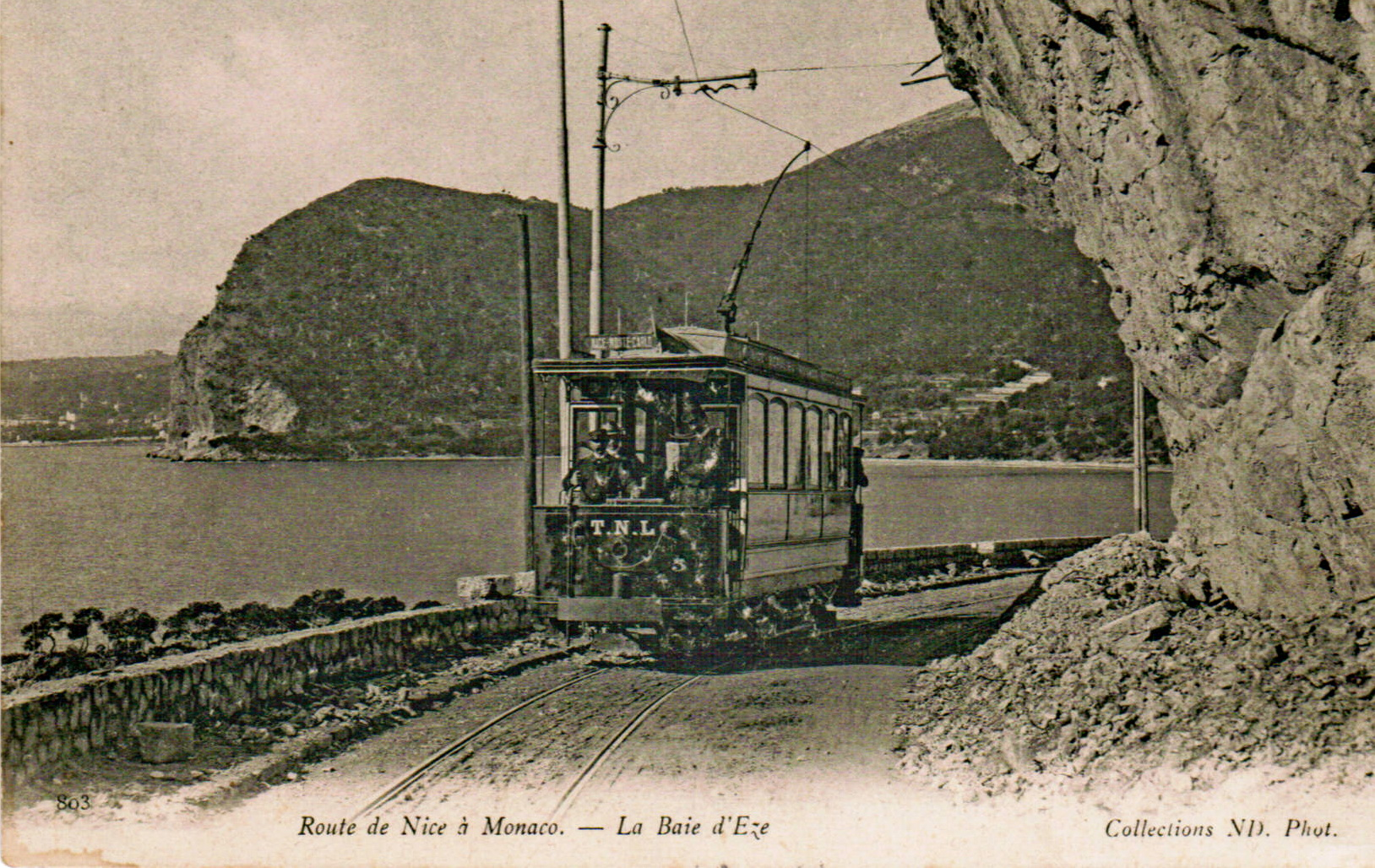
L'ancien Tramway de Nice et du Littoral circulait sur la Corniche de 1900 à 1929.

## Politique et administration

### Rattachements administratifs et électoraux

#### Rattachements administratifs
La commune se trouve depuis l'Annexion du comté de Nice à la France de l'arrondissement de Nice du département des Alpes-Maritimes.
Elle faisait partie du canton de Villefranche-sur-Mer. Dans le cadre du redécoupage cantonal de 2014 en France, cette circonscription administrative territoriale a disparu, et le canton n'est plus qu'une circonscription électorale.

#### Rattachements électoraux
Pour les élections départementales, la commune fait partie depuis 2014 du canton de Beausoleil
Pour l'élection des députés, elle fait partie de la quatrième circonscription des Alpes-Maritimes.

### Intercommunalité
Èze était membre de la communauté urbaine Nice Côte d'Azur, un établissement public de coopération intercommunale (EPCI) à fiscalité propre créé en 2002 sous le statut de communauté d'agglomération et auquel la commune avait transféré un certain nombre de ses compétences, dans les conditions déterminées par le code général des collectivités territoriales.
Cette intercommunalité a fusionné avec plusieurs petites intercommunalités voisines pour former, le 31 décembre 2011, la métropole Nice Côte d'Azur dont est désormais membre la commune.

### Tendances politiques et résultats
Lors des élections municipales de 2014 dans les Alpes-Maritimes, la liste DVD menée par le maire sortant Stéphane Cherki est la seule candidate, et obtient donc la totalité des 1 059 suffrages exprimés et est élue en totalité. Lors de ce scrutin, 43,21 % des électeurs se sont abstenus et 18,54 % des votants ont placé un bulletin blanc ou nul dans l'urne
Lors des élections municipales de 2020 dans les Alpes-Maritimes, la liste menée par le maire sortant Stéphane Cherki est la seule candidate, et obtient donc la totalité des 591 suffrages exprimés, lors d'un scrutin marqué par la pandémie de Covid-19 en France où 69,75 % des électeurs se sont abstenus et 11,40 % des votants ont placé un bulletin blanc ou nul dans l'urne.
Le 23 février 2022, le maire Stéphane Cherki a apporté son parrainage au candidat Eric Zemmour. Il a expliqué son choix par "l'urgence démocratique" mais a affirmé ne pas partager les idées du candidat.

### Liste des maires
| Période   | Période                         | Identité                         | Étiquette    | Qualité                                           |
| --------- | ------------------------------- | -------------------------------- | ------------ | ------------------------------------------------- |
| 1860      | 1861                            | Louis Figuiera                   |              |                                                   |
| 1862      | 1881                            | César-Marie Figuiera             |              | Avoué à Nice, propriétaire                        |
| 1881      | 1883                            | Barthélemy Fighiera              |              | Entrepreneur de travaux publics                   |
| 1883      | 1896                            | César-Marie Figuiera             |              | Avoué à Nice, propriétaire                        |
| 1896      | 1903                            | Charles Gilletta de Saint-Joseph |              |                                                   |
| 1903      | 1920                            | Albert Figuiera                  |              | Avoué à Nice                                      |
| 1920      | 1923                            | Charles Figuiera                 |              |                                                   |
| 1923      | 1935                            | Laurent Gianton                  |              |                                                   |
| 1935      | 1941                            | Émilien Contesso                 |              |                                                   |
| 1941      | 1944                            | Claude Dumazedier                |              | Président de la délégation spéciale               |
| 1944      | 1947                            | Jean-Baptiste Millo              | RI           | Retraité                                          |
| 1947      | 1989                            | André Gianton                    |              |                                                   |
| 1989      | juin 1995                       | Charles Benaglia                 |              |                                                   |
| juin 1995 | mars 2008                       | Noël Sapia                       | UMP          | Suppléant du député Jean-Claude Guibal            |
| mars 2008 | En cours (au 22 septembre 2021) | Stéphane Cherki                  | UMP puis UDI | Chef d'entreprise Réélu pour le mandat 2020-2026, |

### Budget et fiscalité 2019
En 2019, le budget de la commune était constitué ainsi :
- total des produits de fonctionnement : 5 899 000 €, soit 2 553 € par habitant ;
- total des charges de fonctionnement : 5 707 000 €, soit 2 471 € par habitant ;
- total des ressources d'investissement : 415 000 €, soit 179 € par habitant ;
- total des emplois d'investissement : 4 262 000 €, soit 1 845 € par habitant ;
- endettement : 13 000 €, soit 5 € par habitant.

Avec les taux de fiscalité suivants :
- taxe d'habitation : 12,40 % ;
- taxe foncière sur les propriétés bâties : 8,95 % ;
- taxe foncière sur les propriétés non bâties : 19,95 % ;
- taxe additionnelle à la taxe foncière sur les propriétés non bâties : 0,00 % ;
- cotisation foncière des entreprises : 0,00 %.

Chiffres clés Revenus et pauvreté des ménages en 2017 : médiane en 2017 du revenu disponible, par unité de consommation : 27 780 €.

## Équipements et services publics

### Eau et déchets
Les eaux usées d'Èze sont traitées par la station d'épuration intercommunale de Nice Haliotis d'une capacité de 650 000 équivalent-habitants.

### Enseignement
Èze dispose des établissements d'enseignements suivants[Quand ?]  :
- Écoles maternelles et primaires[45].

Les enfants poursuivent leur scolarité aux collèges de Beaulieu-sur-Mer, La Trinité, Beausoleil, et aux lycées de Drap, Monaco et Nice.

### Santé
Les professionnels et établissements de santé peuvent être consultés à[Quand ?],:
- Médecins à Èze, Cap-d'Ail, Beaulieu-sur-Mer,
- Pharmacies à Èze, Cap-d'Ail, Beaulieu-sur-Mer,
- Hôpitaux à Cap-d'Ail, Beaulieu-sur-Mer, Nice.

## Population et société

### Démographie

#### Évolution démographique
L'évolution du nombre d'habitants est connue à travers les recensements de la population effectués dans la commune depuis 1793. Pour les communes de moins de 10 000 habitants, une enquête de recensement portant sur toute la population est réalisée tous les cinq ans, les populations de référence des années intermédiaires étant quant à elles estimées par interpolation ou extrapolation. Pour la commune, le premier recensement exhaustif entrant dans le cadre du nouveau dispositif a été réalisé en 2006.

En 2022, la commune comptait 2 155 habitants, en évolution de −4,31 % par rapport à 2016 (Alpes-Maritimes : +2,85 %, France hors Mayotte : +2,11 %).
| 1793 | 1800  | 1806  | 1822 | 1838 | 1848 | 1858 | 1861 | 1866 |
| ---- | ----- | ----- | ---- | ---- | ---- | ---- | ---- | ---- |
| 724  | 1 127 | 1 212 | 463  | 487  | 566  | 589  | 570  | 594  |

| 1872 | 1876 | 1881 | 1886 | 1891 | 1896 | 1901 | 1906 | 1911 |
| ---- | ---- | ---- | ---- | ---- | ---- | ---- | ---- | ---- |
| 521  | 680  | 764  | 558  | 728  | 674  | 640  | 710  | 797  |

| 1921 | 1926 | 1931 | 1936  | 1946 | 1954  | 1962  | 1968  | 1975  |
| ---- | ---- | ---- | ----- | ---- | ----- | ----- | ----- | ----- |
| 633  | 728  | 911  | 1 038 | 710  | 1 440 | 1 494 | 1 792 | 1 860 |

| 1982  | 1990  | 1999  | 2006  | 2011  | 2016  | 2021  | 2022  | - |
| ----- | ----- | ----- | ----- | ----- | ----- | ----- | ----- | - |
| 2 063 | 2 446 | 2 509 | 2 932 | 2 550 | 2 252 | 2 189 | 2 155 | - |

### Pyramide des âges
En 2021, le taux de personnes d'un âge inférieur à 30 ans s'élève à 25,7 %, soit en dessous de la moyenne départementale (31,0 %). À l'inverse, le taux de personnes d'âge supérieur à 60 ans est de 34,1 % la même année, alors qu'il est de 31,0 % au niveau départemental.
En 2021, la commune comptait 1 098 hommes pour 1 091 femmes, soit un taux de 50,16 % d'hommes, légèrement supérieur au taux départemental (47,26 %).
Les pyramides des âges de la commune et du département s'établissent comme suit :
| Hommes | Classe d’âge | Femmes |
| ------ | ------------ | ------ |
| 0,6    | 90 ou +      | 1,5    |
| 10,4   | 75-89 ans    | 11,7   |
| 21,4   | 60-74 ans    | 22,6   |
| 25,8   | 45-59 ans    | 26,0   |
| 13,9   | 30-44 ans    | 14,6   |
| 12,0   | 15-29 ans    | 11,4   |
| 15,9   | 0-14 ans     | 12,1   |

| Hommes | Classe d’âge | Femmes |
| ------ | ------------ | ------ |
| 1,1    | 90 ou +      | 2,6    |
| 9,5    | 75-89 ans    | 12,2   |
| 17,6   | 60-74 ans    | 18,7   |
| 20,3   | 45-59 ans    | 19,9   |
| 18,1   | 30-44 ans    | 17,5   |
| 16,5   | 15-29 ans    | 14,6   |
| 16,8   | 0-14 ans     | 14,4   |

### Cultes
- Culte catholique, Paroisse Notre-Dame de l'Espérance[51], Diocèse de Nice.

## Économie

### Entreprises et commerces

#### Agriculture
- Agriculteurs, horticulteurs[52].

#### Tourisme
Le tourisme est la principale ressource de la commune.
- Hôtels :
  - Hôtel de voyageurs dit La Chèvre d'Or[53].
  - Hôtel Cap Estel[54].
  - Hôtel de voyageurs dit Hôtel Réserve Césaric, puis Hôtel Cap [55].
  - Hôtel de voyageurs dit Au Rendez-Vous des Amis[56].
- Hôtels et restaurants[57].

#### Commerces et artisanat
- Commerces et services de proximité[58].
- Artistes, Galeries, Artisans[59].

## Culture locale et patrimoine

### Lieux et monuments

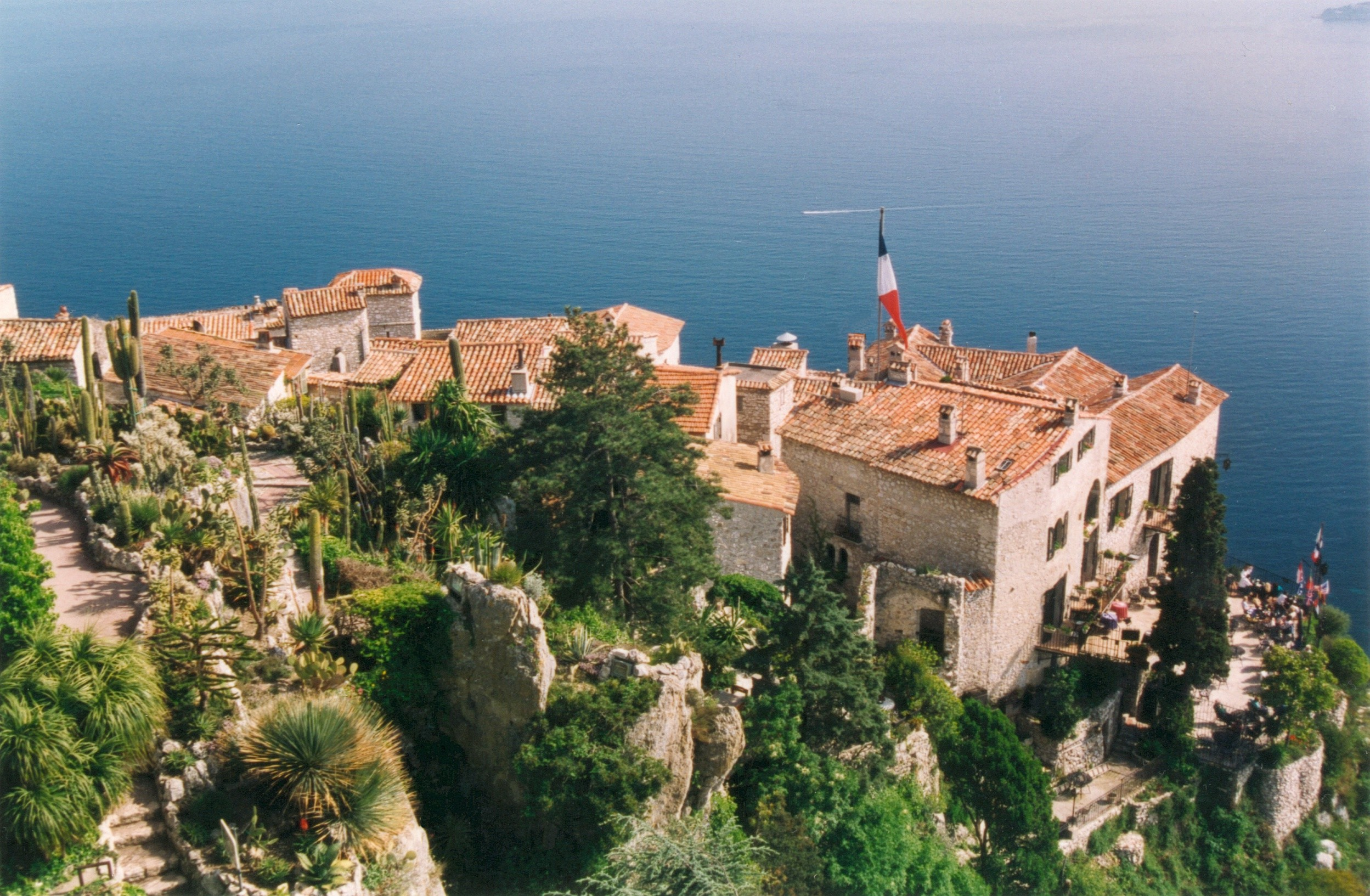
Vue depuis la citadelle.

#### Édifices civils
- Le village propose au sein de ses ruelles labyrinthiques, de nombreuses boutiques d'artisanat d'art.
- Le chemin de Nietzsche partant du bord de mer, serpente sur une pente raide jusqu'au village perché. On dit que Nietzsche, logeant à la fin de sa vie à Nice, malade, fréquenta ce chemin, et s'en inspira pour écrire la troisième partie d'Ainsi parlait Zarathoustra.

- À proximité se trouve l'oppidum du Castellar ou de Brasca, inscrit au titre des monuments historiques en 1996[60].
- Gibet d'Èze[61]

Patrimoine militaire :
- Un château en ruines abrite maintenant un jardin exotique[62] à la vue extraordinaire, et surplombe un cimetière où reposent quelques personnalités.
- Fort Anselme, puis fort de la Revère[63], de la place de Nice[64].
- Série de 4 blockhaus dits casemates de la place de Nice[65].

Maisons-châteaux :
- Maison dite château de l'Aiguetta[66].
- Château Lou Seuil ou château Balsan[67],[68],[69],[70].
- Maison dite château Eza[71].

Patrimoine rural :
- Moulin à eau : ancien moulin à farine des Pissarelles[72].

#### Édifices religieux
- Église Notre-Dame-de-l'Assomption d'Èze[73], reconstruite au XVIIIe siècle[74], classée en 1984 au titre des monuments historiques[75],[76],[77],[78],[79].
- Chapelle de la Sainte-Croix, dite des Pénitents blancs, restaurée en 1953[80],[81].
- Chapelle Saint-Laurent[82], quartier Saint-Laurent-d'Èze.
- Chapelle Saint-François, avenue des Fleurs à Èze bord de Mer.
- Chapelle Saint-Joseph, édifice contemporain inauguré en 2010[83],[84], quartier Aiguetta.
- Monuments commémoratifs : Monument aux morts[85] et plaque commémorative[86].

#### Musées
- Maison de la Nature
- Musée de Parfums Galimard Èze-Village

Dans le village d'Èze
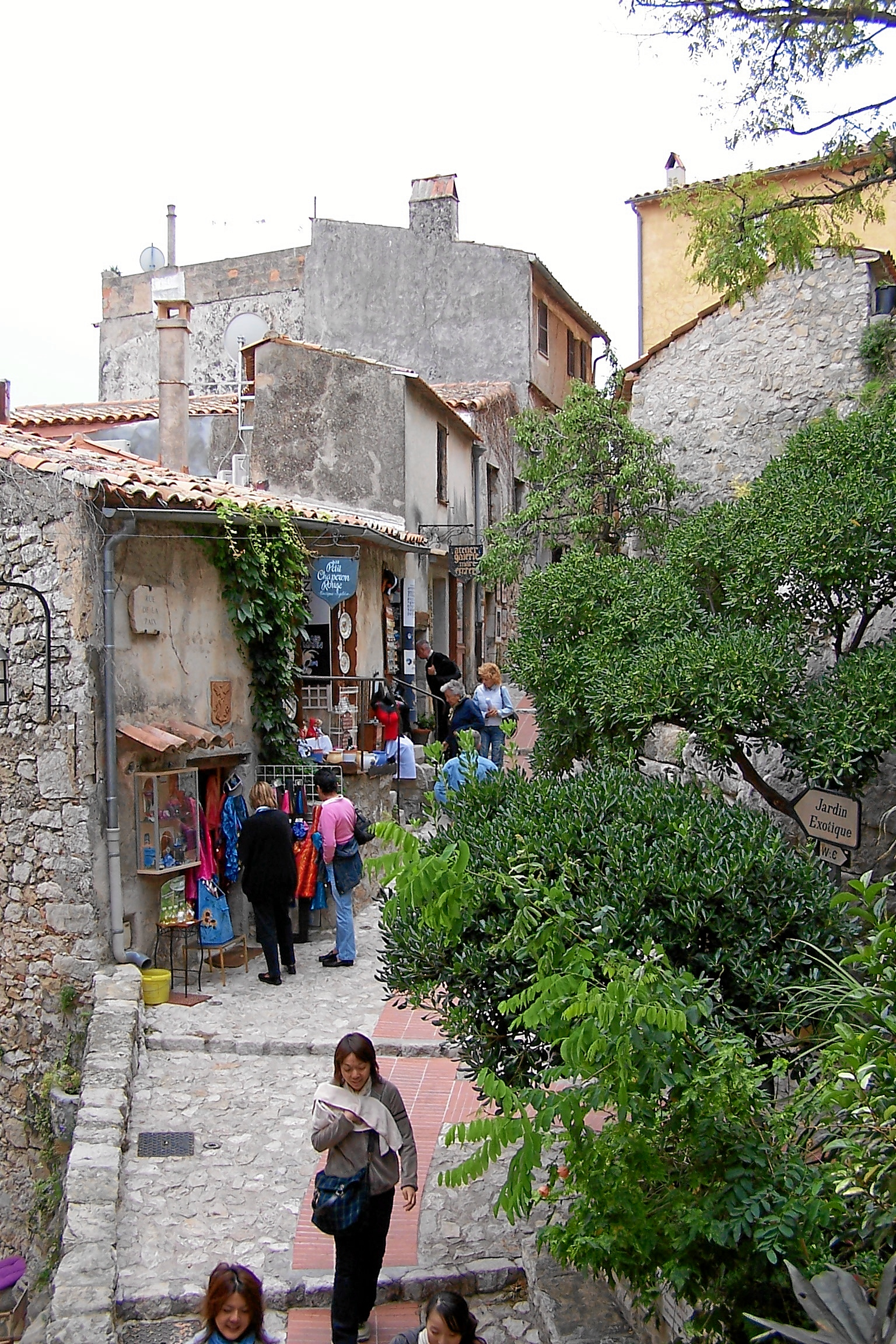
Une rue typique.
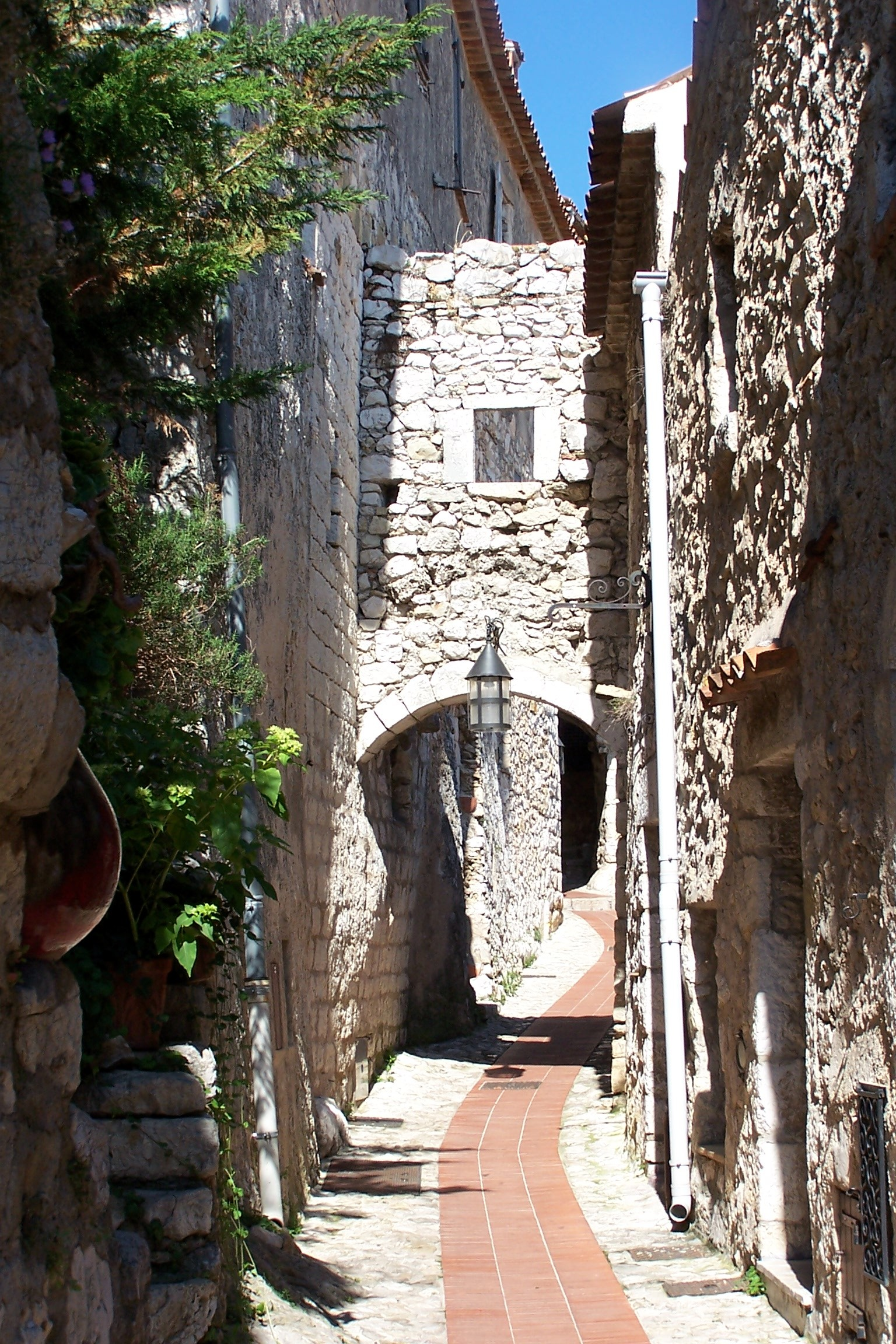
Une rue typique.
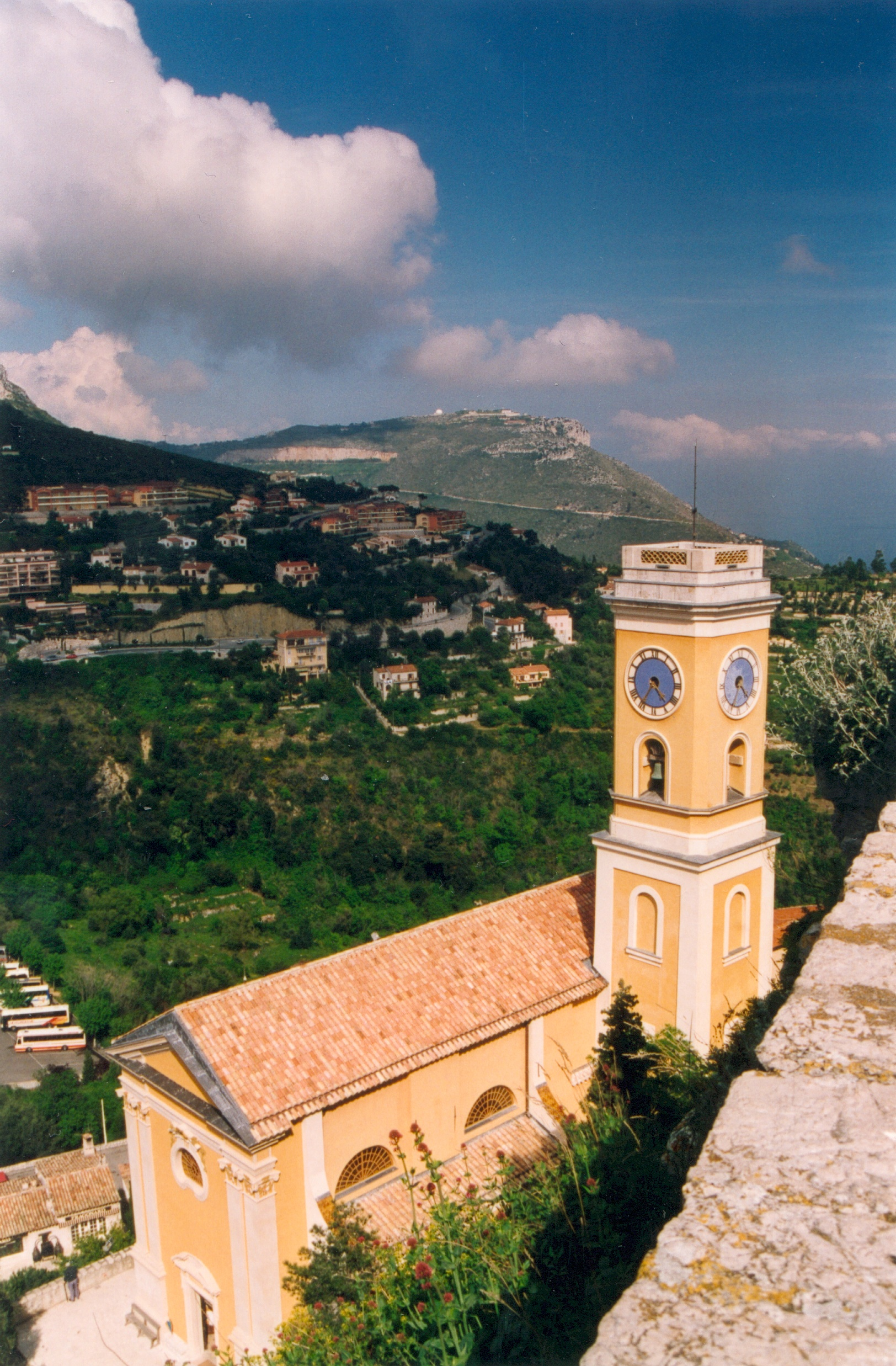
Église Notre-Dame-de-l'Assomption d'Èze.
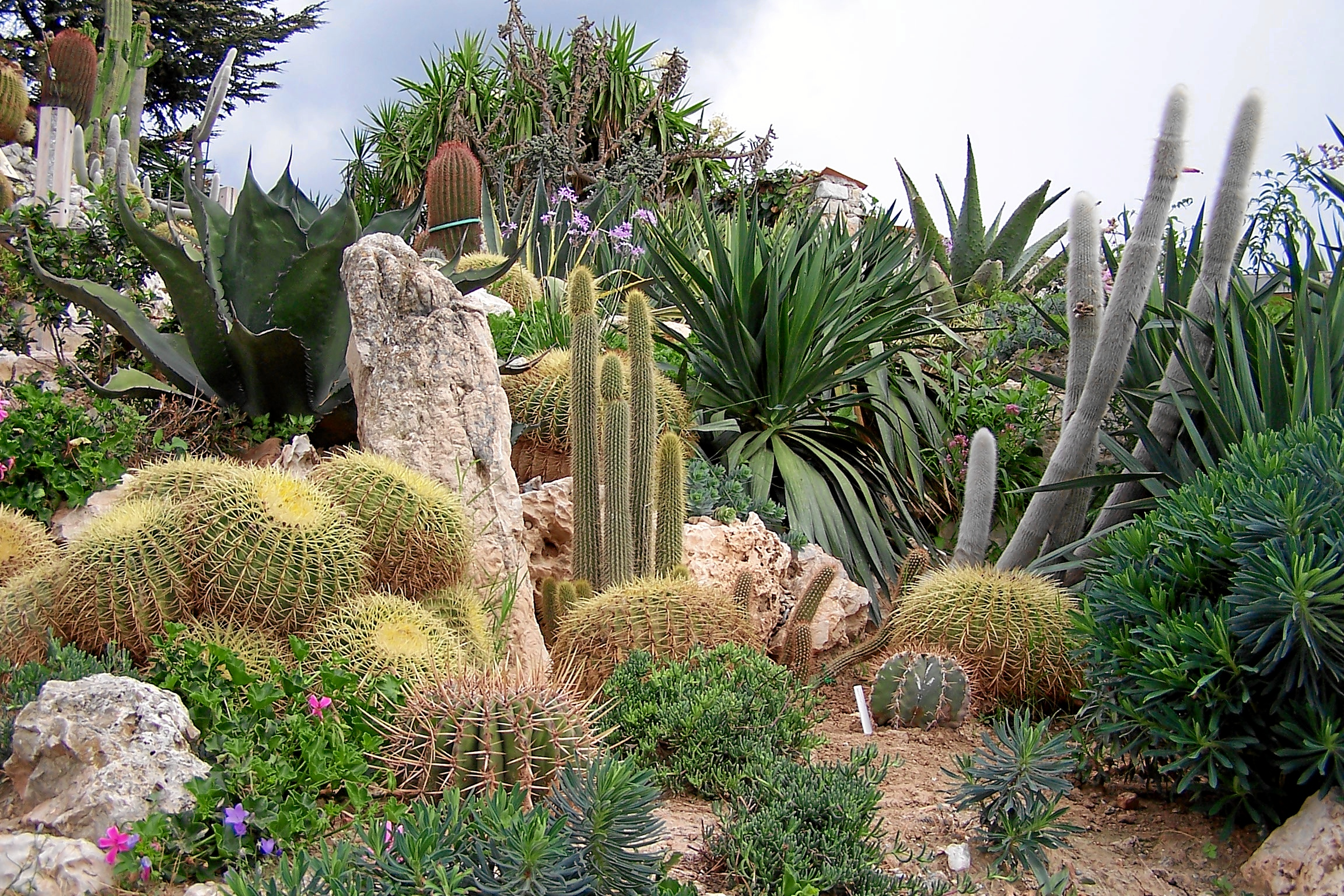
Jardin exotique d'Èze.

Vues sur le village
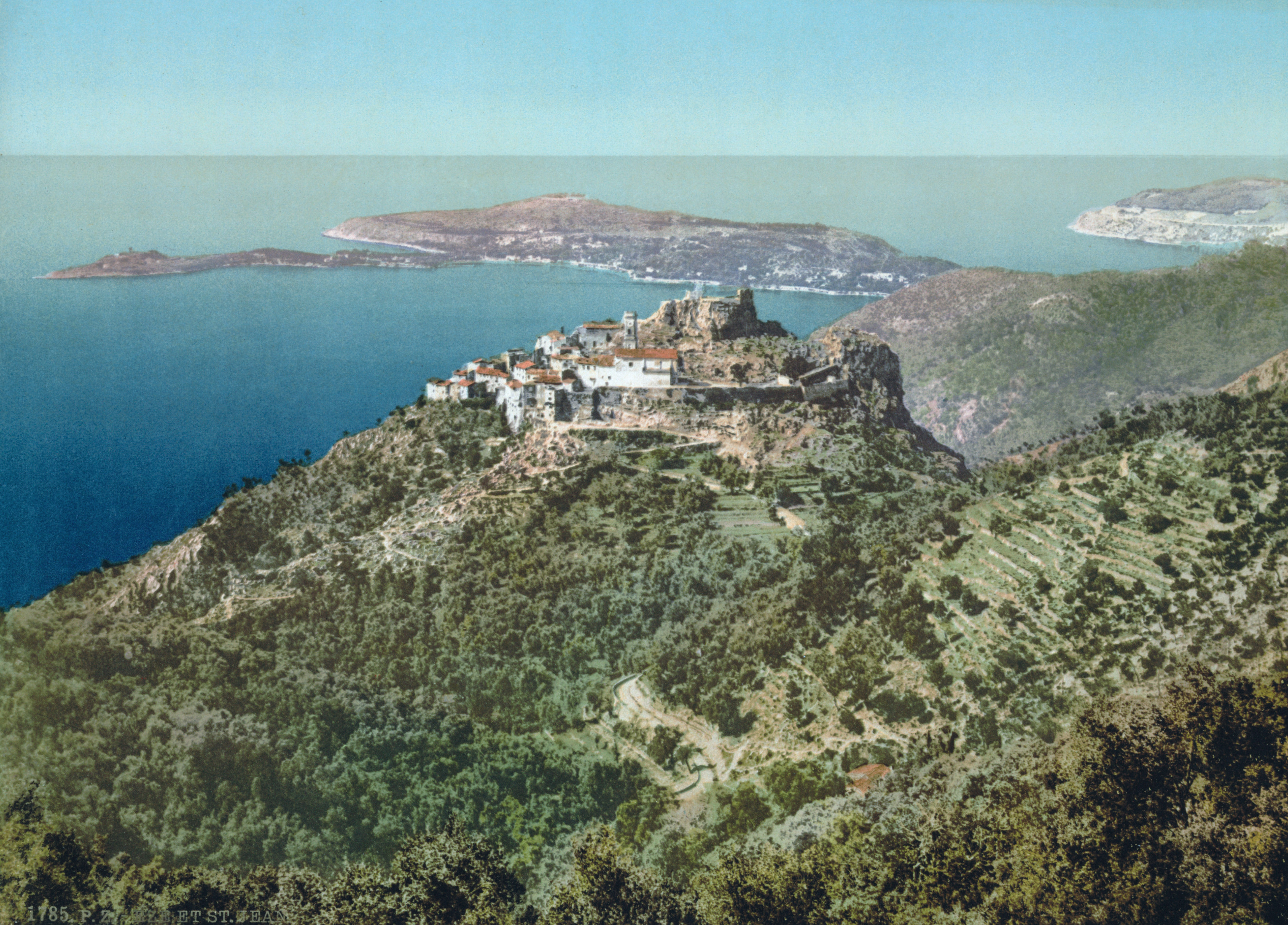
Èze et la baie de Saint-Jean dans les années 1890.
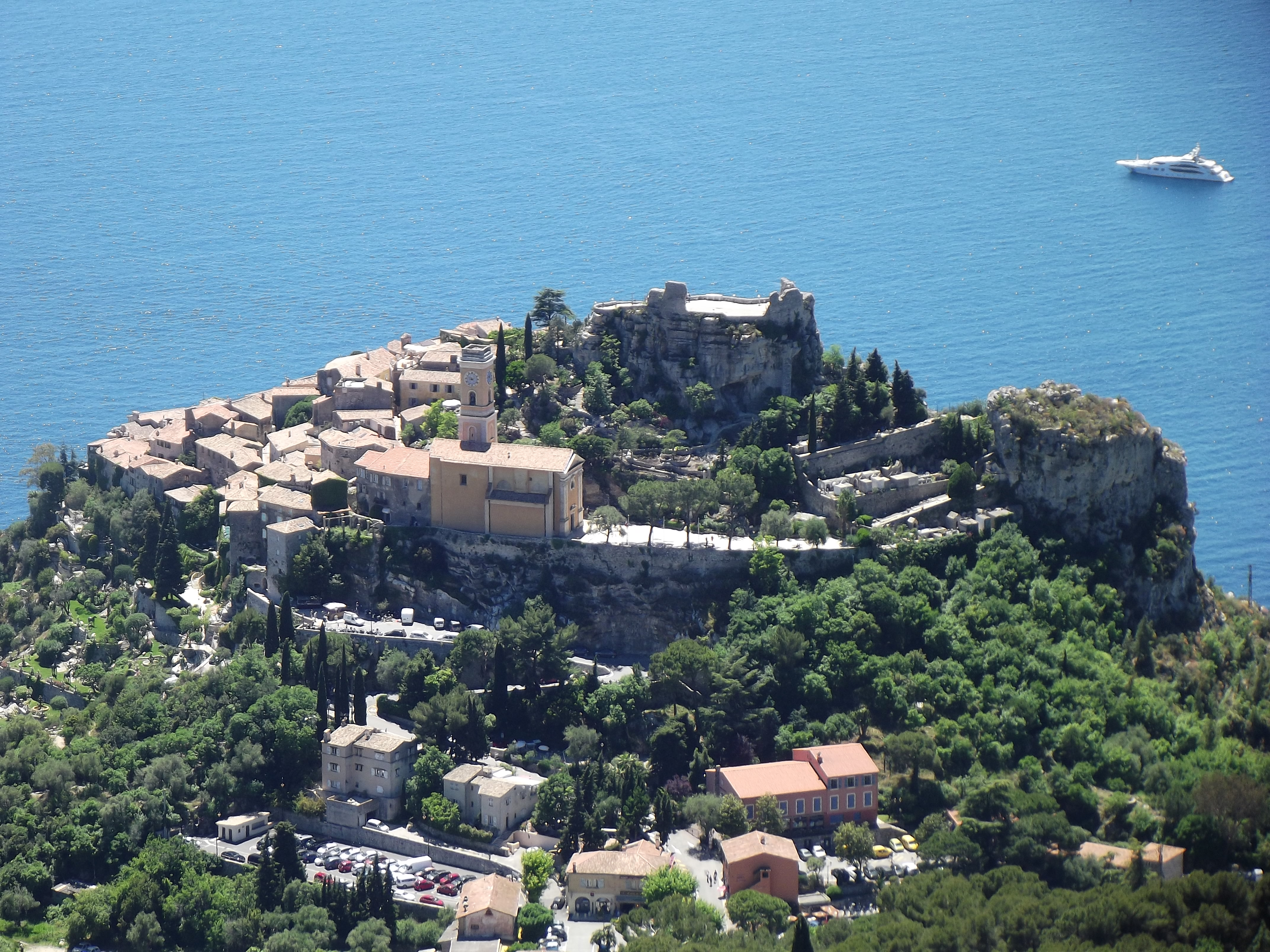
Èze vu du fort de la Revère.

Vues sur la mer
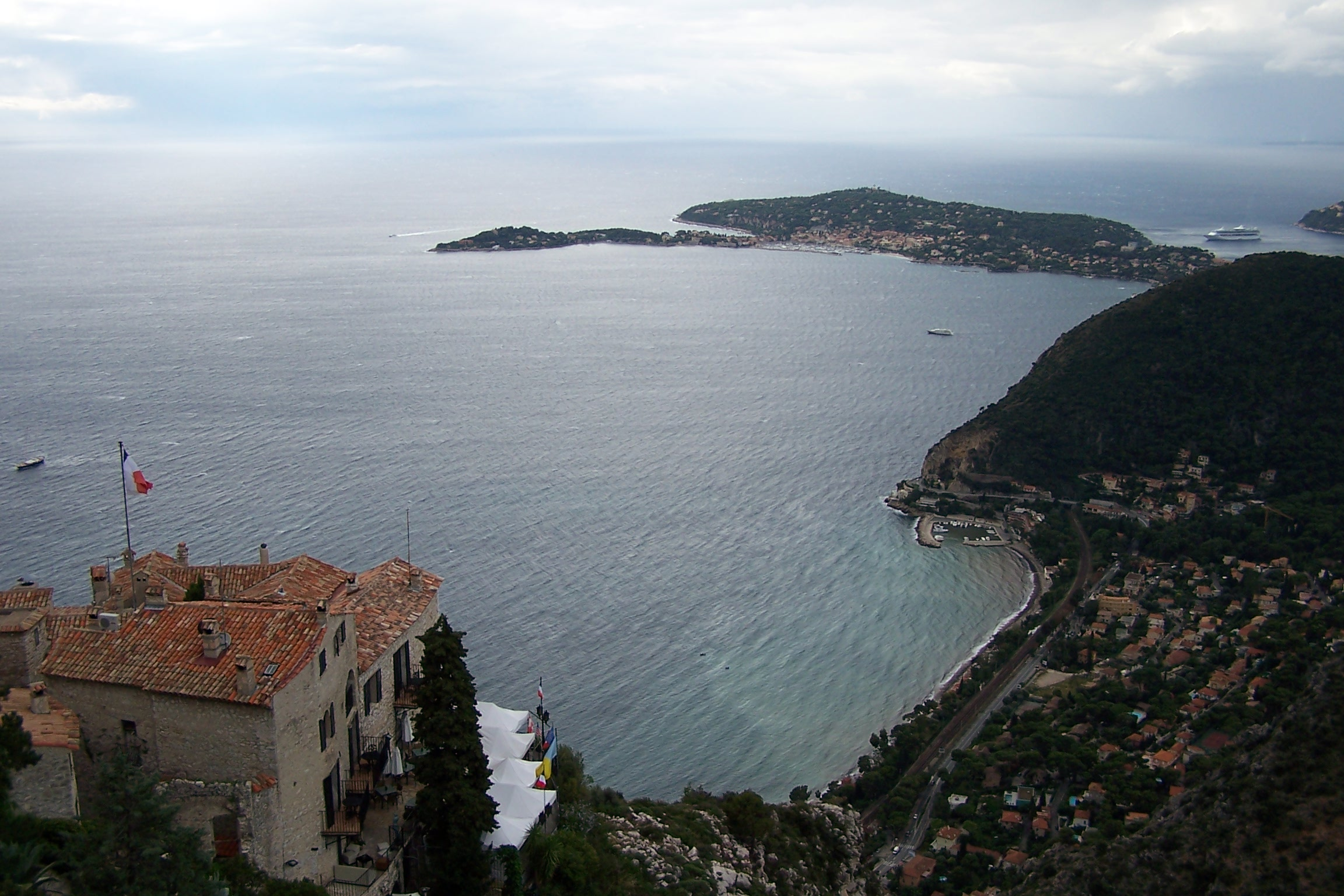
Vue d'Èze vers le Cap Ferrat.
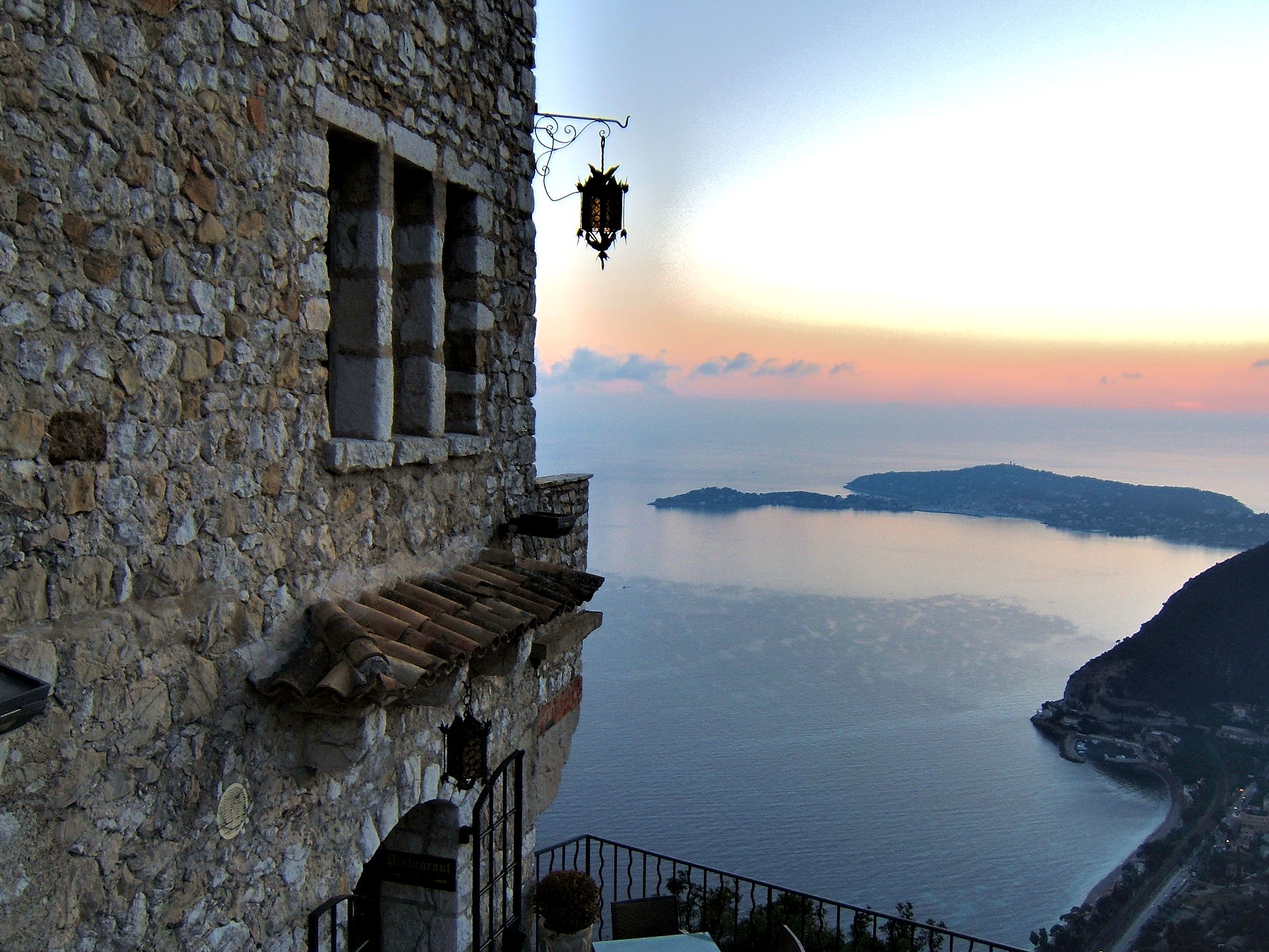
Le Cap Ferrat.
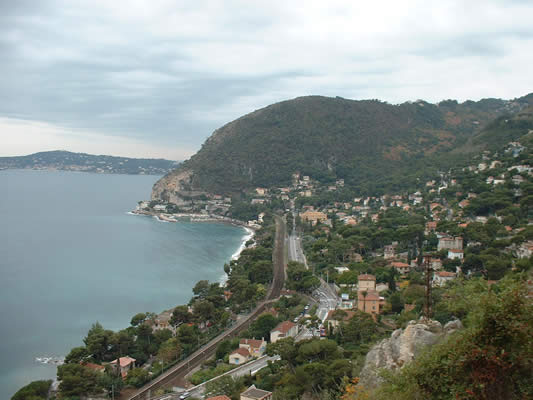
Le bord de mer.

### Personnalités liées à la commune

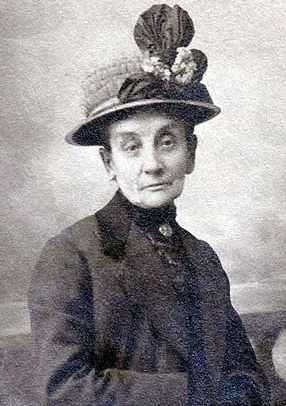
Clorine Malausséna

- Francis Blanche : il possédait une maison à Èze[87] et y est enterré.
- Bono et The Edge du groupe irlandais U2.
- Marie-Gabrielle de Savoie, qui réside au château Balsan (Lou Seuil) jusqu'en 1990.
- Antoinette de Monaco.
- Fred Zeller, fondateur du musée du village.
- Friedrich Nietzsche.
- Maurice Blanchot : il y vécut après la Seconde Guerre mondiale.
- Georgette Piccon (1920-2004) : artiste peintre française, elle vécut à Èze de 1984 à 2003 et a réalisé de nombreuses œuvres représentant les paysages de la commune.
- The Edge, guitariste chanteur du groupe U2 a épousé en secondes noces sa compagne de longue date Morleigh Steinberg, à Èze en 2002.
- Drost Notthoff : entrepreneur allemand assassiné dans la commune en 2011.

### Héraldique
| Blason de Èze | Blason  | D’azur à l’os de jambe en pal sommé d’un phénix sur son immortalité et accosté de deux pampres fruités, chacun de deux pièces le tout d’argent. Devise / CriIsia Moriendo Renascor. Son emblème est un phénix perché sur un os. Elle a pour signification : En mourant, je renais. |
| Blason de Èze | Détails | Les armes de la cité sont en réalité celles des Fighiera, famille notable de la commune ; elles ont été arbitrairement attribuées à Èze par Charles-Alexandre Fighiera dans les années 1960 au moment de l'anniversaire du rattachement du comté à la France.                      |